# 1184 (musikalbum)
1184 är det tredje fullängds studioalbumet av det norska black metal-bandet Windir. Albumet utgavs 2001 av skivbolaget Head Not Found.

## Låtförteckning
1. "Todeswalzer" – 4:55
2. "1184" – 5:28
3. "Dance of Mortal Lust" – 5:44
4. "The Spiritlord" – 6:11
5. "Heidra" – 8:19
6. "Destroy" – 6:30
7. "Black New Age" – 4:54
8. "Journey to the End" – 9:34

- Text och musik: Valfar & Hváll (från bandet Ulcus)

## Medverkande
Musiker (Windir-medlemmar)
- Valfar (Terje Bakken) – sång, gitarr, basgitarr, keyboard, dragspel, trumprogrammering
- Sture Dingsøyr – rytmgitarr
- Strom (Stian Bakketeig) – sologitarr
- Steingrim (Jørn Holen) – trummor
- Righ (Gaute Refsnes) – keyboard
- Hváll (Jarle Kvåle) – basgitarr

Bidragande musiker
- Cosmocrator (André Søgnen) – sång

Produktion
- Valfar – producent, ljudmix
- Thorbjørn Akkerhaugen – producent, ljudmix
- Hvàll – producent, ljudmix
- Tom Kvålsvoll – mastering
- Sture Dingsøyr – omslagsdesign, omslagskonst
- Native North Graphics – omslagsdesign, omslagskonst
- J.C. Dahl – omslagskonst